# Население Чада

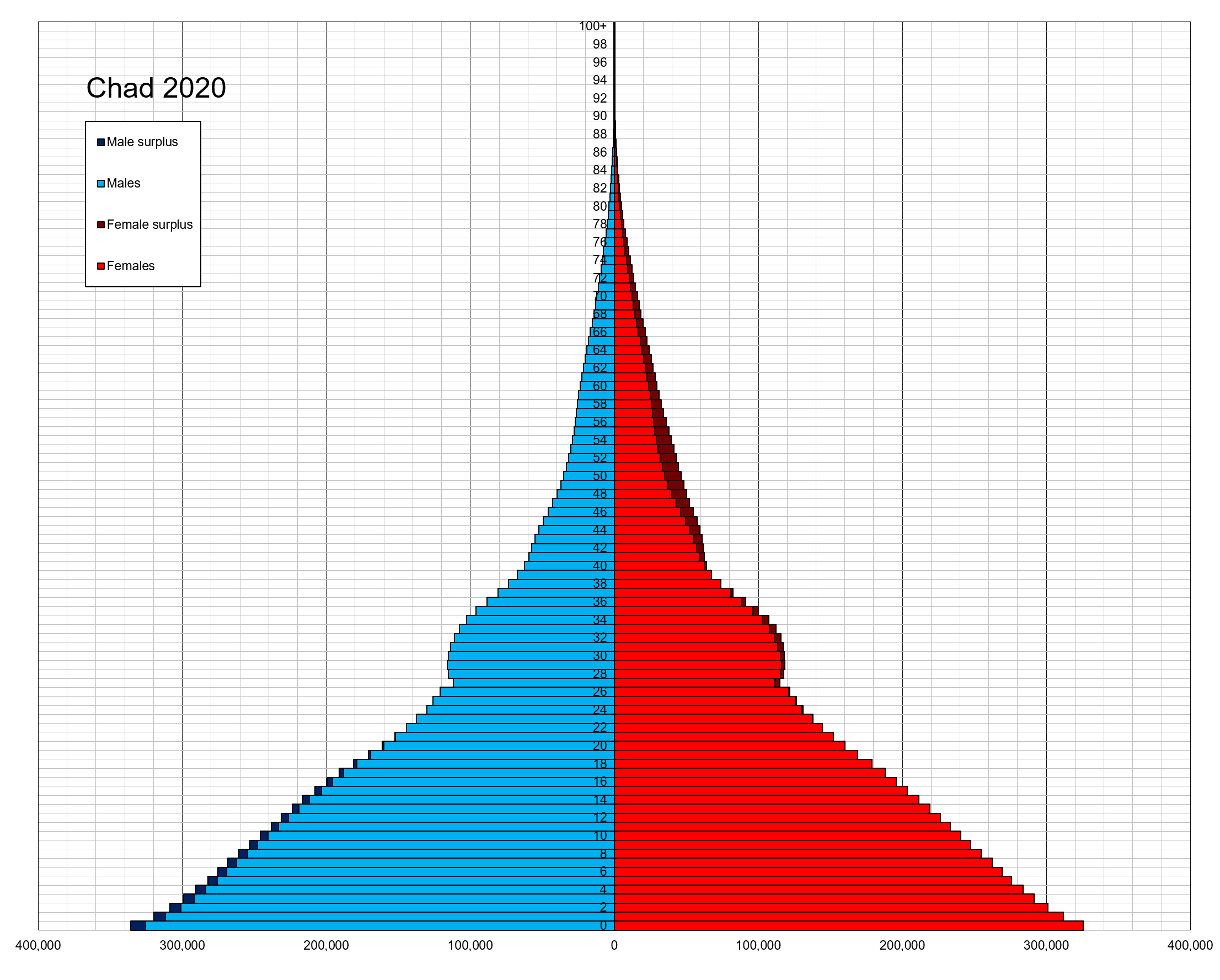
Возрастно-половая пирамида населения Чада на 2020 год

Население Чада по данным на июль 2018 года составляет 15 833 116 человек.
| Год            | Население  |
| -------------- | ---------- |
| 1              | 400 000    |
| 500            | 1 000 000  |
| 1000           | 2 000 000  |
| 1500           | 4 000 000  |
| 1700           | 5 000 000  |
| 1800           | 6 000 000  |
| 1850           | 3 000 000  |
| 1900           | 1 500 000  |
| 1950           | 2 000 000  |
| 2000           | 8 419 000  |
| 2050 (прогноз) | 34 000 000 |
| 2100 (прогноз) | 40 000 000 |

Фертильность - 4,45 (2016).
В стране проживают более 200 этнических групп, на севере и в центральных районах: арабы, тубу, загава, канембу, вадаи, фульбе, хауса, маба и другие — главным образом мусульмане. На юге — народы сара и другие, главным образом анимисты и христиане.
Официальные языки — французский и арабский, всего в стране распространены около 120 различных языков и наречий. Уровень грамотности составляет 47,5 % (56 % мужчин и 39,3 % женщин). Городское население составляет 28 %, уровень урбанизации — 4,6 %. Доступ к чистой питьевой воде имеют лишь около 34 % населения.

## Основные статистические данные
- Возрастная структура:
  - до 14 лет: 45 %
  - от 15 до 64 лет: 51 %
  - более 64 лет: 2,9 %.

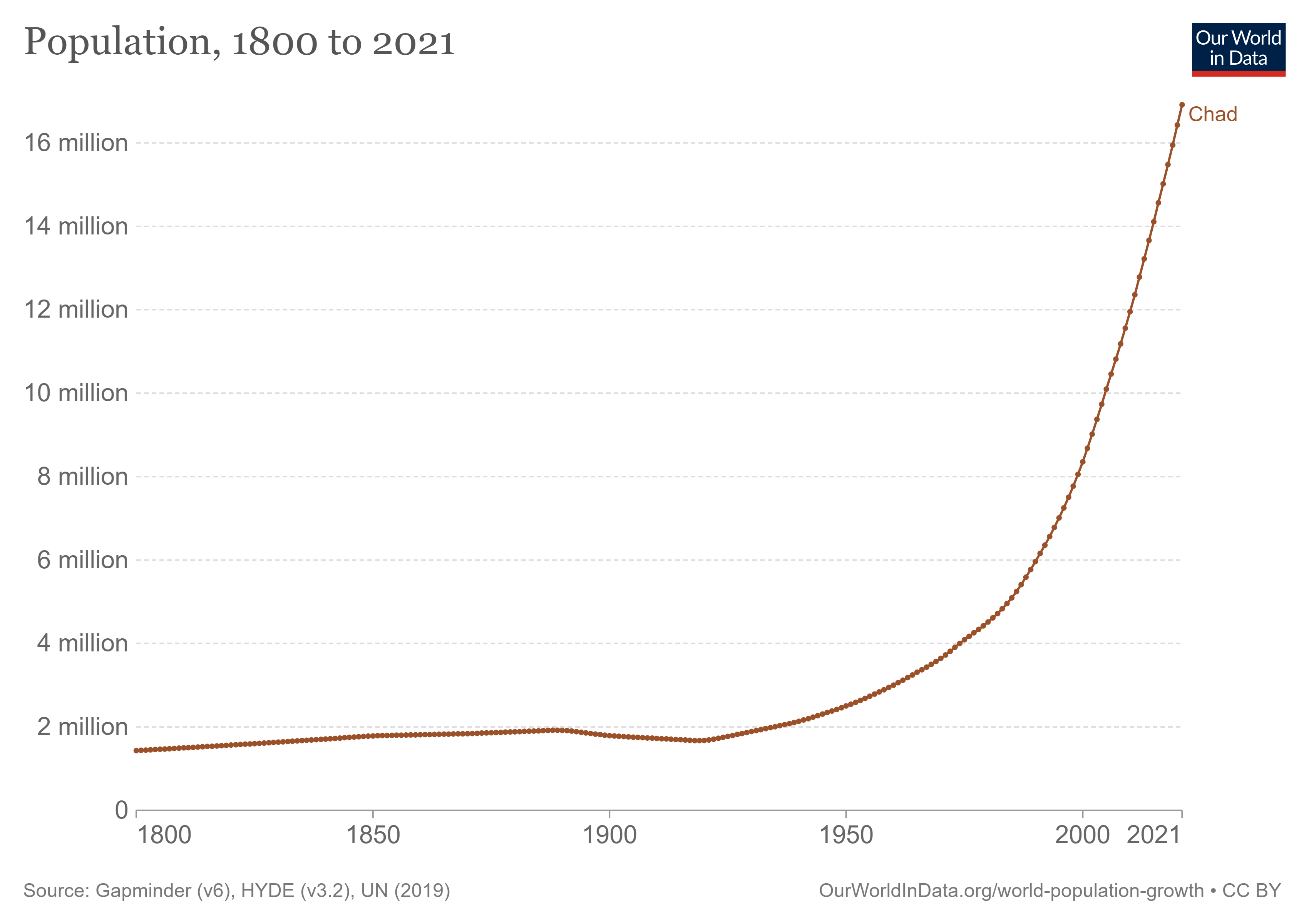
График динамики численности населения Чада с 1961 по 2003 год

- Средний возраст: 16,8 лет (15,6 лет у мужчин и 17,9 лет — у женщин).
- Уровень прироста: 2,009 % (на 2011 год)
- Рождаемость: 39,4 на 1000 чел.
- Смертность: 15,47 на 1000 чел.
- Половая структура:
  - до 15 лет: 101 мужчина на 100 женщин
  - от 15 до 64 лет: 92 мужчины на 100 женщин
  - более 64 лет: 96 мужчин на 100 женщин
- Детская смертность: 95,31 на 1000 (101,18 — для мальчиков и 89,22 — для девочек)
- Средняя продолжительность жизни: 48,33 лет (47,28 — для мужчин и 49,43 — для женщин)
- Фертильность: 5,05 детей на 1 женщину (на 2011 год)
- ВИЧ-инфицированные: 3,4 % (на 2009 год)
- Уровень эмиграции: 4,84 эмигранта на 1000 населения

## Религия
Большинство жителей Чада — мусульмане (57,8 %). В стране преобладает ислам суннитского толка маликитского и шафиитского мазхаба. На севере страны распространено влияние ордена кадырия, на юге — тиджания, в ряде регионов страны есть сенуситы.
Христиане составляют уже 40 % населения страны (в 1970 году — 23 %). Самыми крупными христианскими конфессиями являются католики (2,5 млн), евангельские христиане из Евангелической церкви Чада (437 тыс.), плимутские братья (300 тыс.) и пятидесятники (187 тыс.).
Численность верующих местных традиционных верований неуклонно сокращается. Определённого успеха в Чаде добились приверженцы веры бахаи (98 тыс.). Численность агностиков и атеистов в 2010 году была оценена в 6,5 тыс. человек.